# Zelotibia bicornuta
Zelotibia bicornuta Russell-Smith & Murphy, 2005 è un ragno appartenente alla famiglia Gnaphosidae.

## Etimologia
Il nome della specie deriva dal termine latino bicornutus, che significa che possiede due protuberanze, in riferimento alla presenza di due apofisi sulla tibia del pedipalpo maschile.

## Caratteristiche
L'olotipo maschile rinvenuto ha lunghezza totale è di 7,20mm; la lunghezza del cefalotorace è di 2,56mm; e la larghezza è di 1,92mm.

## Distribuzione
La specie è stata reperita in Tanzania nordorientale: l'olotipo maschile è stato rinvenuto nell'Ibaya Camp, situato nel territorio della Mkomazi Game Reserve, appartenente alla regione del Kilimangiaro.

## Tassonomia
Al 2016 non sono note sottospecie e dal 2005 non sono stati esaminati nuovi esemplari.